# Lokační
Lokační je vžité označení pro pozici lokačního manažera či lokačního scouta. Lokační je členem produkční sekce filmového štábu. Jeho úkolem je v rámci předprodukce filmu, ve spolupráci s architektem, najít nejvhodnější lokace pro natáčení mimo filmová studia. V českých podmínkách se většinou jedná o jednoho člověka, v zahraničí se však můžeme setkat s celým oddělením lokací.

## Před natáčením

### Výběr lokace
Výběr lokace závisí na několika aspektech:
- Estetický aspekt – lokalita musí splňovat estetické požadavky tvůrců, např. odpovídající atmosféra
- Finanční náklady - cílem je snížit produkční náklady pro natáčení
- Logistika - lokace musí být dobře dostupná pro vozy techniky
- Umístění základny (base) - zajištění parkovacího místa pro techniku a vytvoření pohodlného mobilního zázemí pro štáb i tvůrce
- Elektrifikace - zajištění elektřiny, případně místa pro agregát
- Povolení k natáčení - lokační musí získat povolení ke vstupu na pozemek od majitele pozemku, v případě, že se jedná o prostor veřejný (ulice, silnice) a je třeba uzavřít dopravu, jedná o povolení s odpovědným orgánem (vedení města, PČR)
- Jedná o předběžné ceně pronájmu prostor a případném způsobu úhrady vzniklých škod - nemá však dostatek pravomocí s penězi nakládat

### Získávání materiálů
Hlavním úkolem lokačního je v předprodukční fázi zajistit co největší množství materiálů pro pomocného režiséra, kameramana, vedoucího produkce (v případě hraných filmů i pro vedoucího výroby) a pro režiséra. Tyto materiály jsou různého charakteru:
- Fotografie z potenciálního místa umístění kamery – podle scénáře či požadavků tvůrců
- Fotografie proti potenciálnímu místu umístění kamery – je potřeba dostatek místa pro kameru, světla, monitor, zvuk a další členy štábu
- Fotografie vhodného místa pro parkování techniky a pro vytvoření zázemí – získání patřičných (nejen parkovacích) povolení
- GPS souřadnice, přístupové cesty a mapy lokací
- Informace týkající se pohybu mezi zázemím a místem natáčení – informace o počtu pater ve vyšších budovách, odemykání dveří, zprovoznění výtahů
- Informace o akustických vlastnostech lokace – blízkost letiště či dálnice (informace užitečné pro mistra zvuku)

## Během natáčení – zajištění hladkého průběhu
Během samotného natáčení má lokační následující úkoly:
- Naviguje všechny složky štábu na danou lokaci
- Dohlíží na systematické parkování štábních vozů
- Zajišťuje plynulý pohyb štábu na dané lokaci
- Řeší problémy vzniklé během natáčení
- Je prostředníkem mezi štábem a majitelem či správcem pozemku

## Po natáčení – navrácení lokace do původního stavu
Lokační opouští místo natáčení jako poslední a je zodpovědný za jeho stav. Dohlíží tedy na sekci stavby (dílčí štáb architekta) při likvidování kulis a všech pro film vytvořených prvků. K navrácení do původního stavu slouží fotografie z předprodukční fáze. Má na starosti i úklid a likvidaci odpadů.